# Kévin Soni
Kévin Soni (Duala, 14 de abril de 1998) es un futbolista camerunés que juega en el F. K. Železničar Pančevo de la Superliga de Serbia.

## Biografía
Nació en Duala, pero se mudó a Francia a temprana edad. Se formó en las categorías inferiores del F. C. Girondins de Burdeos e hizo su debut en el primer equipo al 21 de enero de 2015 al reemplazar a Nicolas Maurice-Belay en la derrota por 1-2 ante el Paris Saint-Germain F. C. El 8 de septiembre de 2016 fue cedido al Pau F. C. por un año.
El 21 de julio de 2017 firmó para el Girona F. C., siendo asignado a su filial en Segunda División B. El 22 de enero de 2018 extendió su contrato hasta 2022. El 8 de abril de ese año hizo su debut en el primer equipo, en Primera División, sustituyendo a Portu en la derrota por 0-5 ante la Real Sociedad.
Durante la temporada 2019-20 fue cedido al R. C. D. Espanyol "B". En agosto de 2020 fue prestado al Villarreal C. F. "B" y en febrero de 2021 al R. C. Celta de Vigo "B".
El 12 de junio de 2021 firmó por el Asteras Trípoli que militaba en la Superliga de Grecia. Después de una temporada allí, fue cedido la siguiente al Hatayspor y al Adana Demirspor. Quedó libre al finalizar la campaña y en septiembre de 2023 fichó por el Rapid de Bucarest rumano. El siguiente mes de febrero se marchó a Israel, país en el que jugó para el Hapoel Jerusalem F. C. y el Bnei Sakhnin F. C. Posteriormente probó fortuna en el fútbol serbio, fichando en enero de 2025 por el F. K. Železničar Pančevo.